# Rondó, Op. 16 (Chopin)
El Rondo en mi bemol mayor, Op. 16, también conocido como Introducción y rondó, es una composición para piano solo de Frédéric Chopin escrita en 1833. Fue dedicada a Caroline Hartmann.

## Historia
Este rondó fue comisionado, posiblemente, durante el verano de 1833, que Chopin pasó en la costa de París, cuando estaba luchando por ser reconocido. En el otoño de ese mismo año fue publicado, con una larga dedicatoria: "dedié à son élève Mademoiselle Caroline Hartmann par…" (dedicado a su pupila, señorita Caroline Hartmann...).
La obra está catalogada como Op. 16, pero fue compuesta cuatro años después del Rondó Op. 73, y dos años después que su Concierto para piano n.º 24 (Mozart).

## Análisis
La pieza es virtuosa, transcurriendo en allegro vivace durante toda la obra. Tiene momentos que van de risoluto a dolce, y también tiene momentos de leggiero, brillante y rubato.
Posee una introducción ornamental en Do menor, que tiene elementos de improvisación. Jachimecki que no parece tener una relación directa con el rondó, pues los segmentos que tiene se rompen una vez que comienzan.
El estribillo de la pieza tiene un aire del baile krakowiak. Un motivo contundente en risoluto complementa el tema. El primer tema está en La bemol mayor y luego un segundo tema en Si bemol mayor, con carácter armonioso y cantabile. Una vez más aparece el estribillo inicial, señalando la coda climática.